# Llista de cràters de (243) Ida
En aquest article només es mostra els noms oficials aprovats per la Unió Astronòmica Internacional (UAI).
Aquesta és una llista de cràters amb nom de (243) Ida, un asteroide de la família Coronis del cinturó principal, descobert el 29 de setembre del 1884 per l'astrònom austrohongarès Johann Palisa (1848-1925). Tots els cràters han estat identificats durant la missió de la sonda espacial Galileo, l'única que ha arribat fins ara a (243) Ida.
El 2019, els 21 cràters amb nom de Ida representaven el 0,38% dels 5475 cràters amb nom del Sistema Solar. Altres cossos amb cràters amb nom són Amaltea (2), Ariel (17), Cal·listo (142), Caront (6), Ceres (115), Dàctil (2), Deimos (2), Dione (73), Encèlad (53), Epimeteu (2), Eros (37), Europa (41), Febe (24), Fobos (17), Ganímedes (132), Gaspra (31), Hiperió (4), Itokawa (10), Janus (4), Japet (58), Lluna (1624), Lutècia (19), Mart (1124), Mathilde (23), Mercuri (402), Mimas (35), Miranda (7), Oberó (9), Plutó (5), Proteu (1), Puck (3), Rea (128), Šteins (23), Tebe (1), Terra (190), Tetis (50), Tità (11), Titània (15), Tritó (9), Umbriel (13), Venus (900), i Vesta (90).

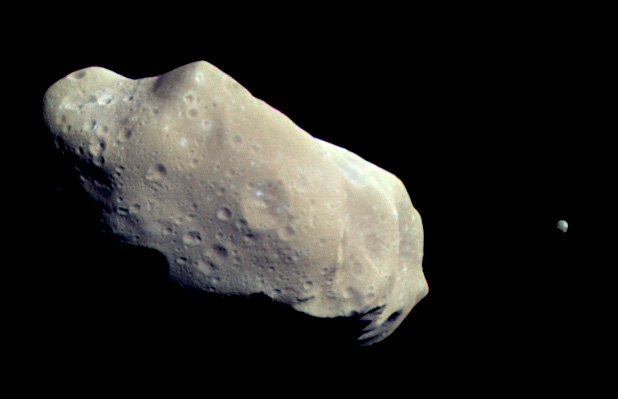
Imatge de (243) Ida (esquerra) i Dàctil (dreta). Foto presa per la sonda espacial Galileo.

## Llista
Els cràters de (243) Ida porten noms de coves, tubs de lava i cavitats subterrànies de la Terra.
| Cràter       | Coordenades                            | Diàmetre (km) | Epònim | Ref.  |
| ------------ | -------------------------------------- | ------------- | --- | ----- |
| Afon         | 6° 30′ S, 0° 00′ E / 6.5°S,0°E         | 0,80          | Cova de Novi Afon - Cova de Geòrgia. Aquest cràter s'utilitza per definir el primer meridià de (243) Ida  | WGPSN |
| Atea         | 5° 42′ S, 18° 54′ E / 5.7°S,18.9°E     | 2,00          | Cova d'Atea - Cova de Papua Nova Guinea.                                                                  | WGPSN |
| Azzurra      | 30° 30′ N, 217° 12′ E / 30.5°N,217.2°E | 9,60          | Gruta blava - Gruta de l'illa de Capri (Itàlia).                                                          | WGPSN |
| Bilemot      | 27° 48′ S, 29° 12′ E / 27.8°S,29.2°E   | 1,80          | Cova de Bilemot - Tub de lava de Corea del Sud.                                                           | WGPSN |
| Castellana   | 13° 24′ S, 335° 12′ E / 13.4°S,335.2°E | 5,20          | Grutes de Castellana - Grutes de la regió de Puglia (Itàlia).                                             | WGPSN |
| Choukoutien  | 12° 48′ N, 23° 36′ E / 12.8°N,23.6°E   | 1,10          | Zhoukoudian - Sistema de grutes de la Xina, on es va trobar l'home de Pequín.                             | WGPSN |
| Fingal       | 13° 12′ S, 39° 54′ E / 13.2°S,39.9°E   | 1,50          | Cova de Fingal - Cova de l'arxipèlag de les Hèbrides Interiors (Escòcia).                                 | WGPSN |
| Kartchner    | 7° S, 179° E / 7°S,179°E               | 0,90          | Coves Kartchner - Coves d'Arizona (Estats Units d'Amèrica).                                               | WGPSN |
| Kazumura     | 32° 00′ S, 41° 06′ E / 32°S,41.1°E     | 2,10          | Cova Kazumura - El tub de lava més llarg i més profund del món, situat a Hawaii (Estats Units d'Amèrica). | WGPSN |
| Lascaux      | 0° 48′ N, 161° 12′ E / 0.8°N,161.2°E   | 11,80         | Coves de Lascaux - Coves de França coneguda per les seves pintures rupestres.                             | WGPSN |
| Lechuguilla  | 7° 54′ N, 357° 06′ E / 7.9°N,357.1°E   | 1,50          | Cova Lechuguilla - Cova de Nou Mèxic (Estats Units d'Amèrica).                                            | WGPSN |
| Mammoth      | 18° 18′ S, 180° 18′ E / 18.3°S,180.3°E | 10,20         | Cova Mammoth - Caverna de pedra calcària més llarga coneguda a la Terra (Estats Units d'Amèrica).         | WGPSN |
| Manjang      | 28° 18′ S, 90° 30′ E / 28.3°S,90.5°E   | 1,00          | Manjanggul - Tubs de lava de Corea del Sud.                                                               | WGPSN |
| Orgnac       | 6° 18′ S, 202° 42′ E / 6.3°S,202.7°E   | 10,60         | Aven d'Orgnac - Avenc d'Orgnac-l'Aven (França).                                                           | WGPSN |
| Padirac      | 4° 18′ S, 5° 12′ E / 4.3°S,5.2°E       | 1,90          | Gouffre de Padirac - Avenc amb riu subterrani de Padirac (França).                                        | WGPSN |
| Peacock      | 2° S, 52° E / 2°S,52°E                 | 0,20          | Peacock - Sistema de coves de Florida (Estats Units d'Amèrica).                                           | WGPSN |
| Postojna     | 42° 54′ S, 359° 54′ E / 42.9°S,359.9°E | 6,00          | Cova de Postojna - La cova més gran d'Eslovènia (20.570 m de llarg).                                      | WGPSN |
| Sterkfontein | 4° 06′ S, 54° 06′ E / 4.1°S,54.1°E     | 4,70          | Sterkfontein - Sistema de coves de Sud-àfrica.                                                            | WGPSN |
| Stiffe       | 27° 54′ S, 126° 30′ E / 27.9°S,126.5°E | 1,50          | Cova d'Stiffe - Cova càrstica de Sulmona (Itàlia).                                                        | WGPSN |
| Undara       | 2° 00′ N, 113° 48′ E / 2°N,113.8°E     | 8,50          | Undara - Tubs de lava del volcà Undara, Queensland (Austràlia).                                           | WGPSN |
| Viento       | 12° 12′ N, 343° 54′ E / 12.2°N,343.9°E | 1,60          | Cova del Viento - Tub de lava de les illes Canàries (Espanya).                                            | WGPSN |